# ジョヴァンニ・フランチェスコ・ルスティチ
ジョヴァン・フランチェスコ・ルスティチ またはジョヴァンニ・フランチェスコ・ルスティチ（Giovan Francesco Rustici または Giovanni Francesco Rustici、1475年 - 1554年）は、ルネッサンス期のイタリアの彫刻家である。

## 略歴
フィレンツェの貴族の家に生まれた。ルネサンス期の芸術家の評伝を著したジョルジョ・ヴァザーリ（1511-1574）はルスティチの生涯について著書に記していて、サン・マルコのメディチ家の庭園で彫刻を学ぶことができ、ロレンツォ・デ・メディチ（1449-1492）に紹介されてアンドレア・デル・ヴェロッキオ（c.1435-1488）の工房に入ったと述べている 。ヴェロッキオがヴェネツィアに移った後、ルスティチはヴェロッキオの工房で修行していたレオナルド・ダヴィンチ（1452-1519）の助手となり、ダヴィンチと住み、フィレンツェの教会の彫像を制作した。
30歳になった1500年代半ばには、ルスティチは彫刻家として名声を得た。このころからフィレンツェのサン・ジョヴァンニ洗礼堂の聖人たちの像やメディチ家の宮殿の噴水などを制作した。
フランス王国と神聖ローマ帝国（スペイン王国）などがイタリアで戦った「コニャック同盟戦争」の間の1528年にフランス王フランソワ1世に招かれてフランスに移り、フランソワ1世にから報酬を受けたが、フランソワ1世の没後、貧困のなかで。フランス中部のトゥールで亡くなった。
弟子にはバッチョ・バンディネッリ（1488-1560）がいる。

## 作品

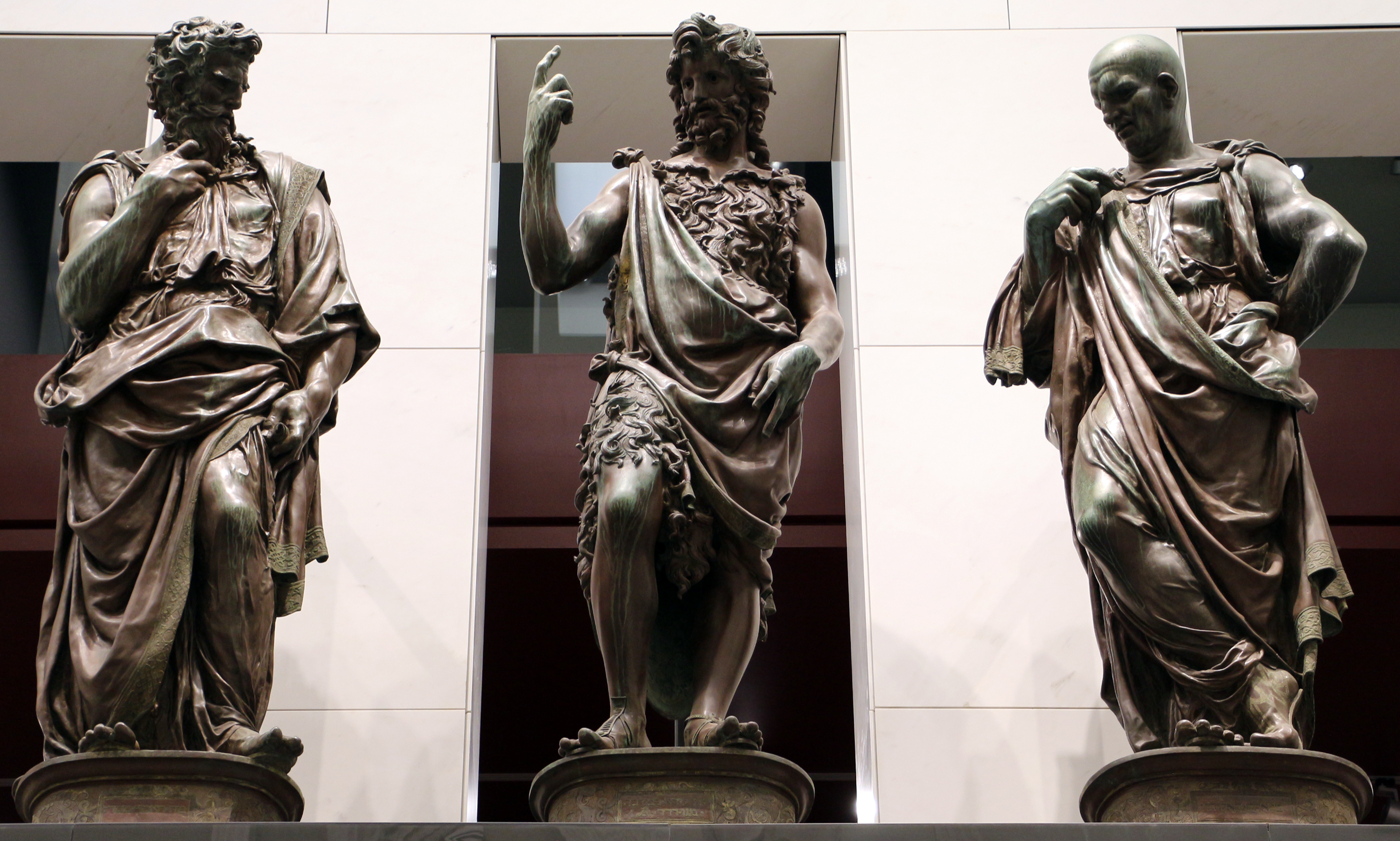
サン・ジョヴァンニ洗礼堂の聖人像 Museo dell'Opera del Duomo (Florence)
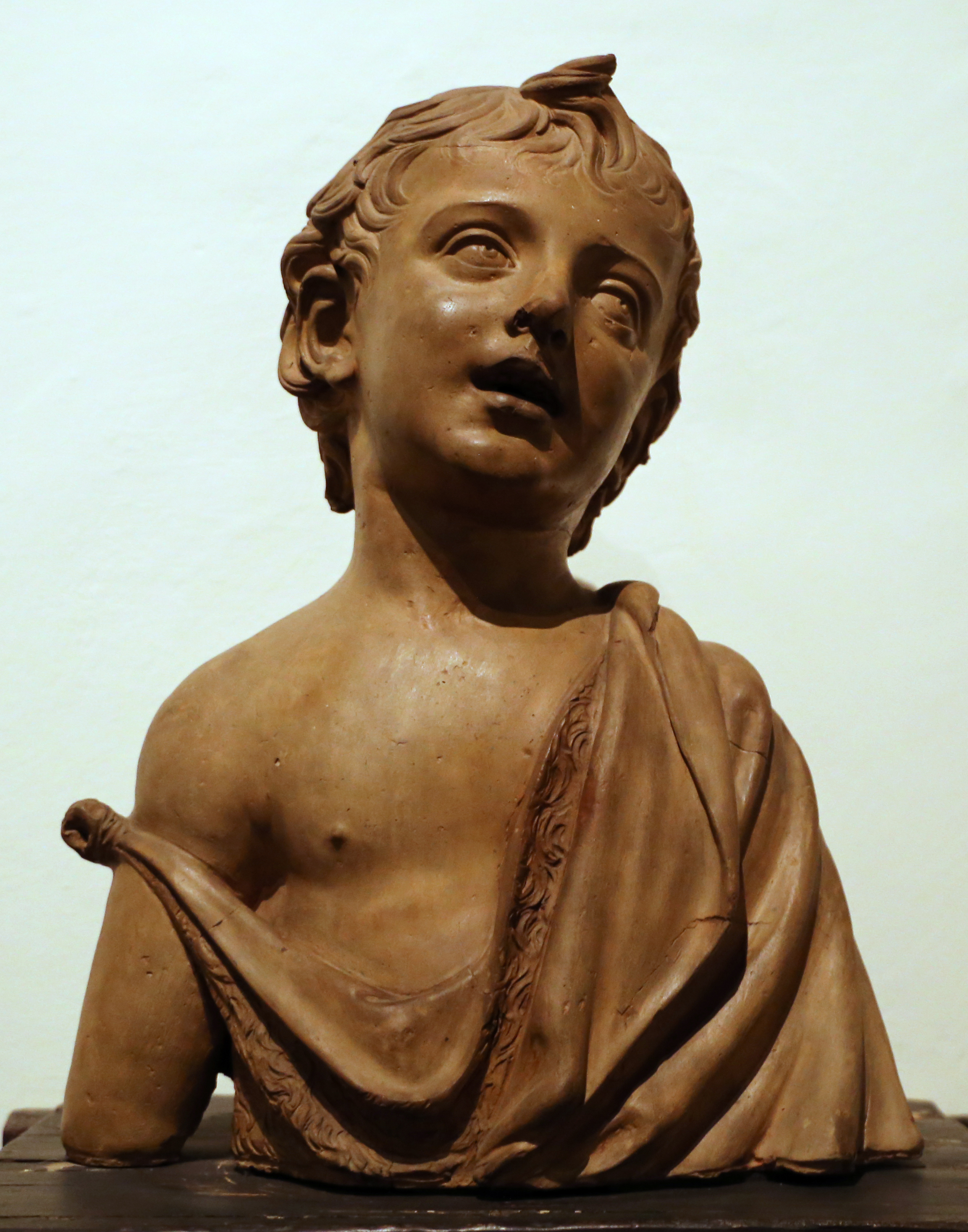
洗礼者ヨハネ像 バルジェロ美術館
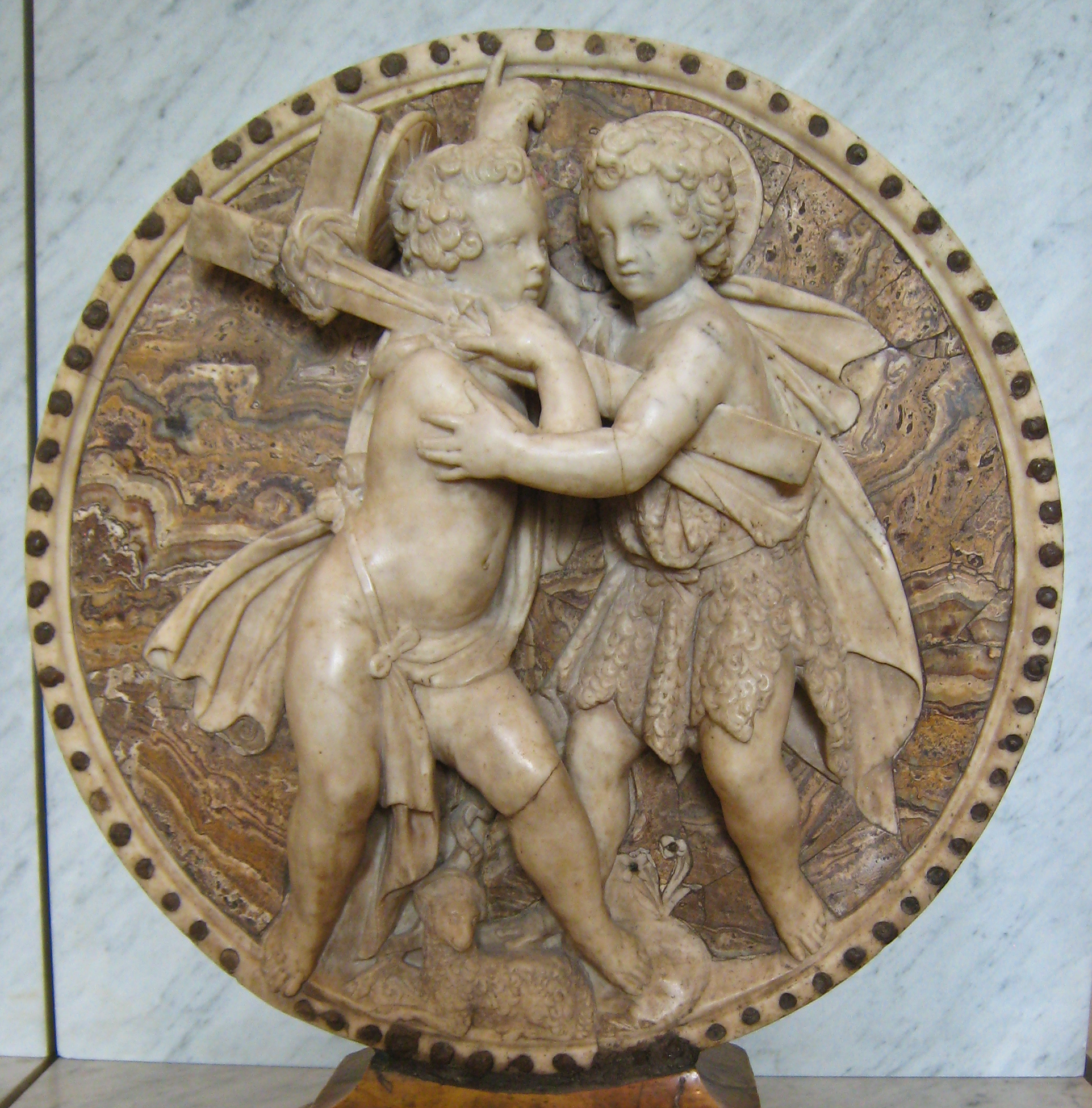
キリストと洗礼者ヨハネ
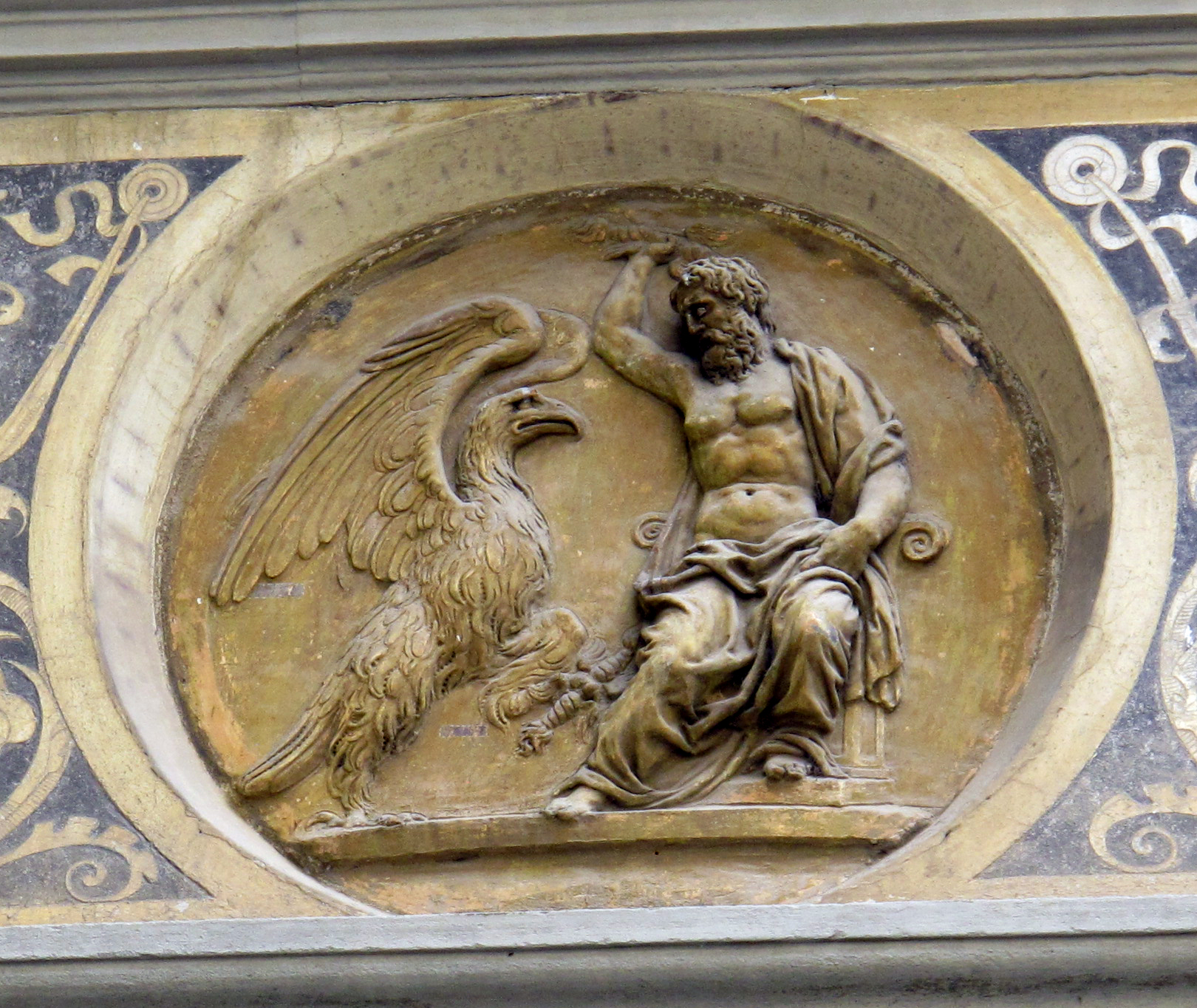
フィレンツェのVilla Salviatiの装飾彫刻